# Luis Artime

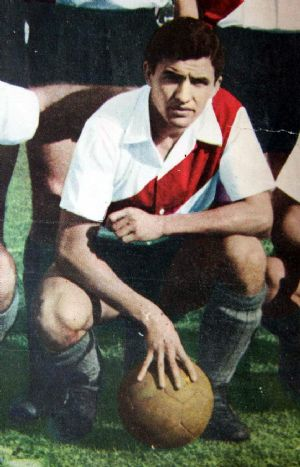
Luis Artime

Luis Artime (* 2. prosince 1938, Mendoza) je bývalý argentinský fotbalový útočník.
Začínal v Club Atlético Atlante, odkud v roce 1962 přestoupil do CA River Plate, hrál také za CA Independiente a uruguayský Nacional Montevideo. Tomu pomohl získat Interkontinentální pohár v roce 1971, když vstřelil všechny tři branky finálového dvojzápasu s Panathinaikosem. V argentinské reprezentaci vstřelil 24 branek ve 25 zápasech, což z něj činí rekordmana v procentuální úspěšnosti. Zúčastnil se mistrovství světa ve fotbale 1966, kde skóroval třikrát. Je také držitelem stříbrné medaile z mistrovství Jižní Ameriky ve fotbale 1967, k níž přispěl pěti zásahy.
Jeho syn Luis Fabián Artime hrál fotbal za Belgrano Córdoba.

## Úspěchy
- Mistr Argentiny: 1967
- Nejlepší střelec argentinské ligy: 1962, 1963, 1966, 1967
- Mistr Uruguaye: 1969, 1970, 1971
- Nejlepší střelec uruguayské ligy: 1969, 1970, 1971
- Nejlepší střelec mistrovství Jižní Ameriky: 1967